# Under solen
Under solen är en svensk dramafilm från 1998, regisserad av Colin Nutley. I huvudrollerna ses Rolf Lassgård, Helena Bergström och Johan Widerberg.

## Handling
Året är 1956. På en liten gård i Sverige, belägen utanför Vänersborg, bor bonden Olof. Till sin hjälp har han Erik, en 27-årig sjöman som skryter om att han haft hundratals kvinnor. En dag sätter Olof in en annons i dagstidningen: "Ensam lantbrukare, 39 år, egen bil, söker ung kvinna som hushållerska. Fotografi önskas." Resultatet blir 34-åriga Ellen från storstaden, som tar över såväl hushållet som Olofs hjärta. Under sommarens gång, från sådd till skörd, skildras deras förhållande och dess konsekvenser.

## Om filmen
Filmen är baserad på H.E. Bates novell The Little Farm. Filmen var nominerad till en Oscar för bästa utländska film vid Oscarsgalan 2000.
Under solen har visats i SVT, bland annat 2001, 2010, 2020 och i april 2022.

## Rollista (urval)
| Rolf Lassgård       | – Olof                   |
| Helena Bergström    | – Ellen                  |
| Johan Widerberg     | – Erik                   |
| Gunilla Röör        | – tidningsreceptionist   |
| Jonas Falk          | – präst                  |
| Linda Ulvaeus       | – Lena                   |
| Bergljót Árnadóttir | – expedit                |
| Per Sandberg        | – begravningsentreprenör |

## Citat
- " – Mona har ju varit sjuk länge, men ja, det är ju alltid smärtsamt när någon går bort. – Ja, men det är praktiskt. – Hur menar du? – Ja, vad skulle vi göra om hon inte låg där? Hon försörjer oss allihop. Jag gräver gropen, Stig snyggar till henne, du säger nåt fint."
- "– När är jordgubbarna färdiga? – När de har fått samma färg som dina naglar?"
- "– Det kan inte ta så lång tid att städa ett hus. – Nä, men det kan ta en evighet att underhålla det."
- "– Efter en vecka har du städat huset och stulit hans hjärta."

## Musik i filmen
- You're Everywhere, text Magnus Carlson
- It's So Hard To Always Lose, text Magnus Carlson
- The Hole He Said He'd Dig For Me, text Z. Zillon och M. Turner,  Sång  Jerry Lee Lewis
- Sønnavindvalsen (Sunnanvindsvalsen), kompositör Bjarne Amdahl, norsk text 1957 Alf Prøysen svensk text 1957 Ulf Peder Olrog, sång Margareta Kjellberg
- Reel Around the Sun, kompositör Bill Whelan
- Vals, piano, op. 70. Nr 12, g-moll, kompositör Frédéric Chopin
- Requiem, op. 48. In paradisum, kompositör Gabriel Fauré, dirigent Seiji Ozawa
- Emigration Theme, kompositör Paddy Moloney
- Famine Theme, kompositör Paddy Moloney
- Grey Fox, kompositör Paddy Moloney
- O'Carolan's Farewell to Music, kompositör Derek Bell
- Tristan und Isolde (Tristan och Isolde) avsnitt ur operan, kompositör Richard Wagner